# Lê Hoàng
Lê Hoàng (sinh ngày 20 tháng 1 năm 1956) là một nam nhà làm phim, tác giả kiêm nhân vật truyền hình người Việt Nam. Ông được biết đến từ thập niên 1990 trong vai trò đạo diễn của những bộ phim mang tính nghiêm túc như Lưỡi dao hay Ai xuôi vạn lý, nhưng ông chỉ trở nên thật sự nổi tiếng với Gái nhảy, bộ phim thương mại đánh dấu bước chuyển mới của điện ảnh Việt Nam.

## Tiểu sử
Lê Hoàng sinh ngày 20 tháng 1 năm 1956 tại Hà Nội. Ông từng theo học tại Trường Đại học Xây dựng Hà Nội rồi chuyển sang trường Đại học Sân khấu Điện ảnh, ngành Quay phim Điện ảnh và tốt nghiệp năm 1982. Sau đó, ông chuyển từ Hà Nội vào Thành phố Hồ Chí Minh sinh sống và làm việc tại Hãng phim Giải Phóng.

## Sự nghiệp
Trong thập niên 1980, ông viết một số vở kịch gồm Tôi chờ ông đạo diễn (1985), Ngụ ngôn năm 2000 (1986), Câu chuyện cổ tích (1986) và Đi tìm những gì đã mất (1987). Đầu thập niên 1990, bộ phim Vị đắng tình yêu của ông đoạt khá nhiều giải thưởng trong Liên hoan phim Việt Nam và được xem là một trong những bộ phim ăn khách của điện ảnh Việt Nam. Sau thành công này, ông viết tiếp kịch bản Vị đắng tình yêu 2 và tự làm đạo diễn. Ông tiếp tục làm đạo diễn một số bộ phim khác gồm Lương tâm bé bỏng, Lưỡi dao, Ai xuôi vạn lý và Chiếc chìa khóa vàng, đồng thời còn đoạt nhiều giải thưởng trong và ngoài nước. Tuy nhiên, với tác phẩm Gái nhảy, tên tuổi của ông mới thực sự đột phá khi tác phẩm không những thành công về mặt doanh thu, mà còn nhận được về những lời khen từ giới chuyên môn. Năm 2016, Lê Hoàng tham gia chương trình Học viện danh hài với tư cách là giám khảo.

## Đời tư
Lê Hoàng kết hôn với Lê Thị Liên Hoan (sinh năm 1958) vào năm 1982 và có một người con. 
Ông sử dụng tên vợ làm bút danh khi viết báo.

## Danh sách phim

### Đạo diễn
- Vị đắng tình yêu 2 (1991)
- Lương tâm bé bỏng (1993)
- Trái tim chó sói (1993)
- Lưỡi dao (1995)
- Ai xuôi vạn lý (1996)
- Chiếc chìa khóa vàng (2001)
- Gái nhảy (2003)
- Lọ Lem hè phố (Gái nhảy 2) (2004)
- Nữ tướng cướp (2004)
- Trai nhảy (2007)
- Thủ tướng (2008) (phim không ra rạp)[3][4]
- Những thiên thần áo trắng (2010)
- Tối nay, 8 giờ! (2011)
- Cát nóng (2012)
- S.O.S Sói trắng (2017)
- Trà (2024)

### Diễn viên
| Năm  | Tên phim                   | Vai diễn                        | Đạo diễn                    | Chú thích                                     |
| ---- | -------------------------- | ------------------------------- | --------------------------- | --------------------------------------------- |
| 2014 | Bếp hát                    | nhà phê bình ẩm thực David Khải | Phan Gia Nhật Linh Danny Đỗ | ông có một phân cảnh phải diễn lại tới 17 lần |
| 2014 | Scandal: Hào quang trở lại | đạo diễn Lê Hoàng               | Victor Vũ                   |                                               |

## Viết kịch bản

### Kịch
- Nhật ký chàng ngác ngơ-rạp Chuông Vàng (ra mắt 2006, viết 1984)
- Những con mà nhà hát-Sân khấu kịch Idecaf (2007)
- Hợp đồng mãnh thú-Sân khấu kịch Idecaf (2008)
- Sát thủ 2 mảnh-Sân khấu kịch Idecaf (2008)
- Lùng người trong mộng (Sát thủ 2 mảnh 2)-Sân khấu kịch Idecaf  (2009)
- Ca sĩ ngôi sao-Sân khấu kịch Idecaf (2011)
- Mưu bà Tú-Sân khấu kịch Idecaf (2020)
- Alo! Lộ hàng-Sân khấu kịch Idecaf (2022)
- Búp bê-Nhà hát kịch Việt Nam (2023)
- Lộ hàng-Sân khấu kịch Thiên Đăng (2023)

### Phim
- Vị đắng tình yêu 2 (1991)
- Lương tâm bé bỏng (1993)
- Gái nhảy-phim điện ảnh (đồng tác giả với Ngụy Ngữ) (2003)
- Nữ tướng cướp-phim điện ảnh (2004)
- Lọ Lem hè phố (Gái nhảy 2) (2004)
- Trai nhảy (2007)
- Thủ tướng (2008) (phim không ra rạp)
- Những thiên thần áo trắng (2010)
- Tối nay, 8 giờ! (2011)
- Cát nóng (đồng tác giả với Phạm Thùy Nhân) (2012)
- S.O.S Sói trắng (2017)
- Trà (2024)